# Darkman
Darkman är en amerikansk superhjältefilm från 1990, skriven och regisserad av Sam Raimi. Filmen har Liam Neeson, Frances McDormand, Colin Friels och Larry Drake i rollerna.

## Handling
Dr Peyton Westlake (Liam Neeson) försöker uppfinna en ny typ av syntetiskt skinn som ska användas vid brännskador, men han har problem då skinnet alltid förstörs efter att ha utsatts för dagsljus i 99 minuter. Samtidigt hittar Peytons flickvän komprometterande dokument som visar att en korrupt byggfirma har mutat tjänstemän. 
Maffiabossen Robert Durant bryter sig senare in i Peytons labb för att hitta dokumenten. I samband med detta får Peyton kraftiga brännskador och omvärlden tror att han dör. Men Peyton dör inte, han överlever och tvingas genomgå allvarliga operationer som stänger av hans smärtcenter, men ger honom förbättrad styrka.
Peyton börjar nu använda sina kunskaper om syntetiskt skinn för att imitera folk, allt i syfte för att hämnas det Durant gjorde mot honom.

## Om filmen
Två uppföljare har släppts Darkman II: The Return of Durant (1995), en direkt-till-video-film där Arnold Vosloo tar över Liam Neesons roll som Peyton Westlage och Larry Drake upprepar sin roll som maffiabossen Durant. Vosloo var även med i nästa uppföljare; Darkman III: Die Darkman Die (1996).

## Rollista
| Liam Neeson              | – Peyton Westlake  |
| Frances McDormand        | – Julie Hastings   |
| Colin Friels             | – Louis Strack Jr. |
| Larry Drake              | – Robert G. Durant |
| Nelson Mashita           | – Yakitito         |
| Jessie Lawrence Ferguson | – Eddie Black      |
| Rafael H. Robledo        | – Rudy Guzman      |
| Dan Hicks                | – Skip             |
| Ted Raimi                | – Rick             |
| Dan Bell                 | – Smiley           |
| Nicholas Worth           | – Pauly            |
| Aaron Lustig             | – Martin Katz      |